# Doris Fitschen
Doris Fitschen est une footballeuse allemande née le 25 octobre 1968 à Zeven (Basse-Saxe, Allemagne de l'Ouest) et morte le 15 mars 2025. Elle évolue au poste de milieu de terrain.

## Carrière

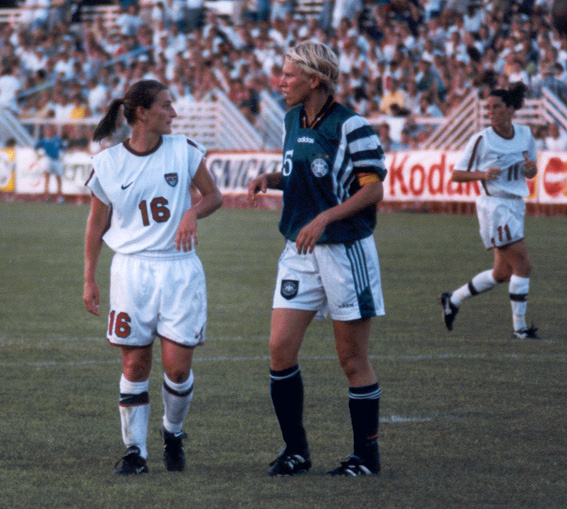
Doris Fitschen (au centre) et Tiffeny Milbrett (16) de l'équipe nationale féminine des États-Unis en 1998.

Doris Fitschen débute en sélection nationale allemande le 4 octobre 1986 lors d'un match face au Danemark. En tout, elle glane 144 sélections en équipe nationale et inscrit 16 buts.
Avec l'Allemagne, Doris Fitschen remporte quatre titres de championne d'Europe. Également avec son pays, elle participe à la Coupe du monde 1991 et à la Coupe du monde 1999.
Doris Fitschen meurt le 15 mars 2025 d'un cancer,.

## Clubs
- 1988-1992 : VfR Eintracht Wolfsburg
- 1992-1996 : TSV Siegen
- 1996-2001 : 1.FFC Francfort
- 2001 : Philadelphia Charge (WUSA)

## Palmarès
- Vainqueur du Championnat d'Europe 1989 avec l'Allemagne
- Vainqueur du Championnat d'Europe 1991 avec l'Allemagne
- Vainqueur du Championnat d'Europe 1997 avec l'Allemagne
- Vainqueur du Championnat d'Europe 2001 avec l'Allemagne
- Médaille de Bronze aux Jeux olympiques de Sydney 2000
- Championne d'Allemagne en 1996 avec le TSV Siegen
- Championne d'Allemagne en 1999 et en 2001 avec le 1.FFC Francfort
- Vainqueur de la Coupe d'Allemagne en 1993 avec le TSV Siegen
- Vainqueur de la Coupe d'Allemagne en 1999 et en 2000 avec le 1.FFC Francfort